# Callohesma flavopicta
Callohesma flavopicta är en biart som först beskrevs av Smith 1879.  Callohesma flavopicta ingår i släktet Callohesma och familjen korttungebin. Inga underarter finns listade.

## Bildgalleri

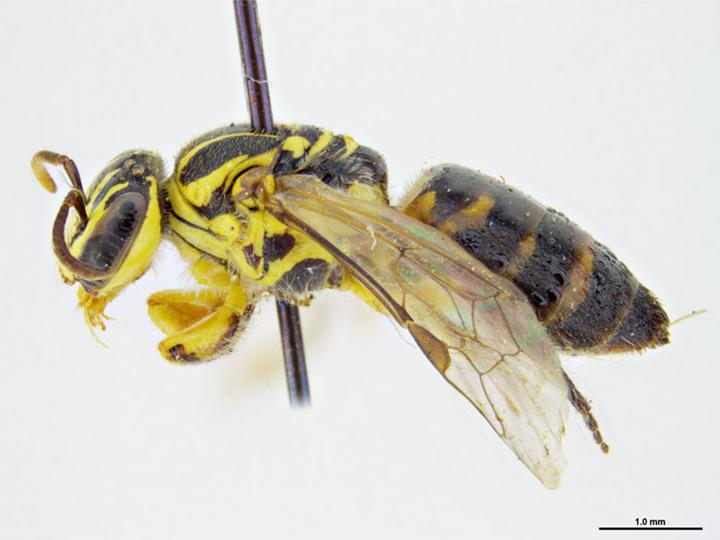
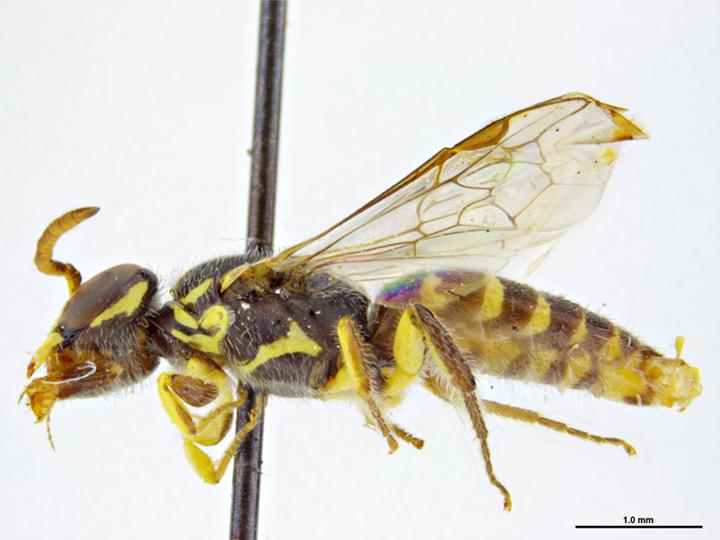